# Vänner för livet (roman)
Vänner för livet är en roman av Per Hagman. Boken utkom 2010 på Albert Bonniers förlag.